# Tlenki fosforu
Tlenki fosforu – grupa nieorganicznych związków chemicznych zbudowanych z fosforu i tlenu.
Znane są następujące tlenki fosforu:
- tlenek fosforu, PO
- heksatlenek tetrafosforu, P4O6 (tlenek fosforu(III); tritlenek fosforu; trójtlenek fosforu, P2O3)
- heptatlenek tetrafosforu, P4O7
- oktatlenek tetrafosforu, P4O8
- nonatlenek tetrafosforu, P4O9
- dekatlenek tetrafosforu, P4O10 (tlenek fosforu(V); pentatlenek fosforu; pięciotlenek fosforu, P2O5)
- nadtlenek fosforu, P2O6

Znaczenie praktyczne mają tlenki P4O6 i P4O10. Tlenki P4On, dla n = 7–9, są tlenkami mieszanymi, zawierającymi rosnąca liczbę atomów fosforu na stopniu utlenienia V. Wszystkie tlenki tetrafosforu typu P4On (n = 6–10) zawierają atomy fosforu w układzie tetraedru (analogicznie do cząsteczki P4), połączone mostkami tlenowymi, przy czym atomy fosforu(V) zawierają dodatkowo grupy fosforylowe, P=O.

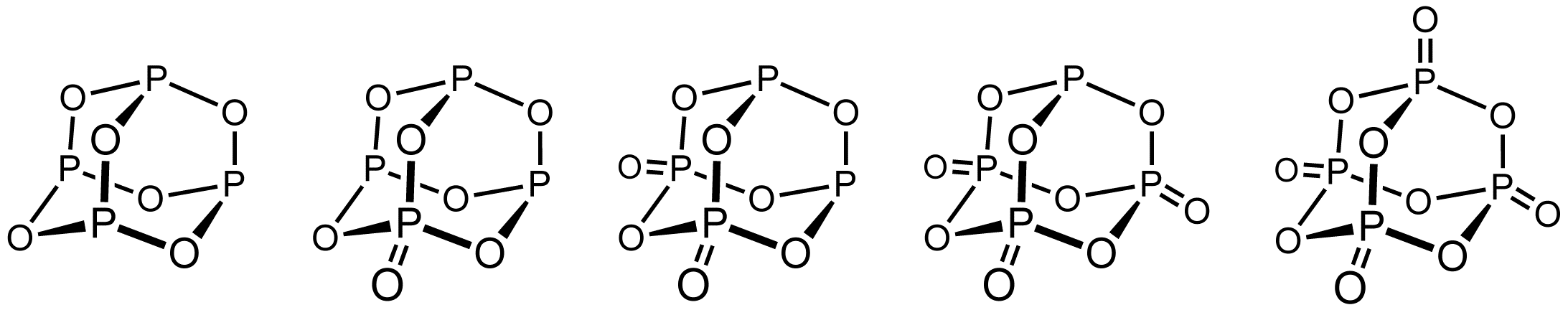
Budowa tlenków fosforu typu P_{4}On

Struktury podtlenku i nadtlenku nie są znane. Przypuszcza się, że podtlenek ma budowę polimeryczną, –P–O–P–O–, a nadtlenek może być mieszaniną P4O11 i P4O12, w których mostki tlenowe P4O10 zastąpione zostały mostkami natlenkowymi, –O–O–.